# František Jakubec
František Jakubec (ur. 12 kwietnia 1956 w Českým Brodzie, zm. 27 maja 2016 w Pradze) – czeski piłkarz grający na pozycji obrońcy.

## Kariera klubowa
W młodości piłkarz grał w klubie Sokol Vyšehořovice oraz Bohemians Praga. Pierwszym profesjonalnym klubem piłkarza był VTJ Karlovy Vary, w którym grał dwa sezony. Następnie przeniósł się do Pragi, gdzie występował w klubie Bohemians Praga. W sumie zagrał w 284 meczach i strzelił 19 bramek. W sezonie 1987/88 grał najpierw w greckim zespole PAE Weria, a następnie w szwajcarskim AC Bellinzona. W Bellizonie występował przez dwa sezony i zagrał w 42 meczach. Ze Szwajcarii powrócił do stolicy Czech gdzie przez jeden sezon występował w klubie Bohemians. W wieku 34 lat zakończył karierę piłkarską.

## Kariera reprezentacyjna
W barwach reprezentacji Czechosłowacji zadebiutował 24 marca 1981 w meczu przeciwko Szwajcarii. W 1982 roku znalazł się w składzie na mistrzostwa świata, na których nie rozegrał ani jednego spotkania a jego reprezentacja ostatecznie zajęła 3. miejsce w grupie. Ostatni mecz w reprezentacji rozegrał 10 października 1984 r. przeciwko Malcie. W sumie w reprezentacji wystąpił w 25 meczach przebywając na boisku 2075 minut.